# Prison de Gaillac
La prison de Gaillac est une ancienne prison française située à Gaillac, dans le Tarn, en région Occitanie.

## Description
Au cours de la Seconde Guerre mondiale, sous le régime de Vichy, la prison de Gaillac sert à l'incarcération de prisonniers politiques. Le 12 juin 1944, au soir, un groupe de résistants français, dont fait partie Renée Taillefer, libère quarante des détenus politiques, qui sont ensuite emmenés et cachés dans un maquis, près de Carmaux.
Les bâtiments de l'ancienne prison de Gaillac servent ensuite de caserne à la gendarmerie, jusqu'en 2013, date à laquelle une nouvelle gendarmerie est bâtie.

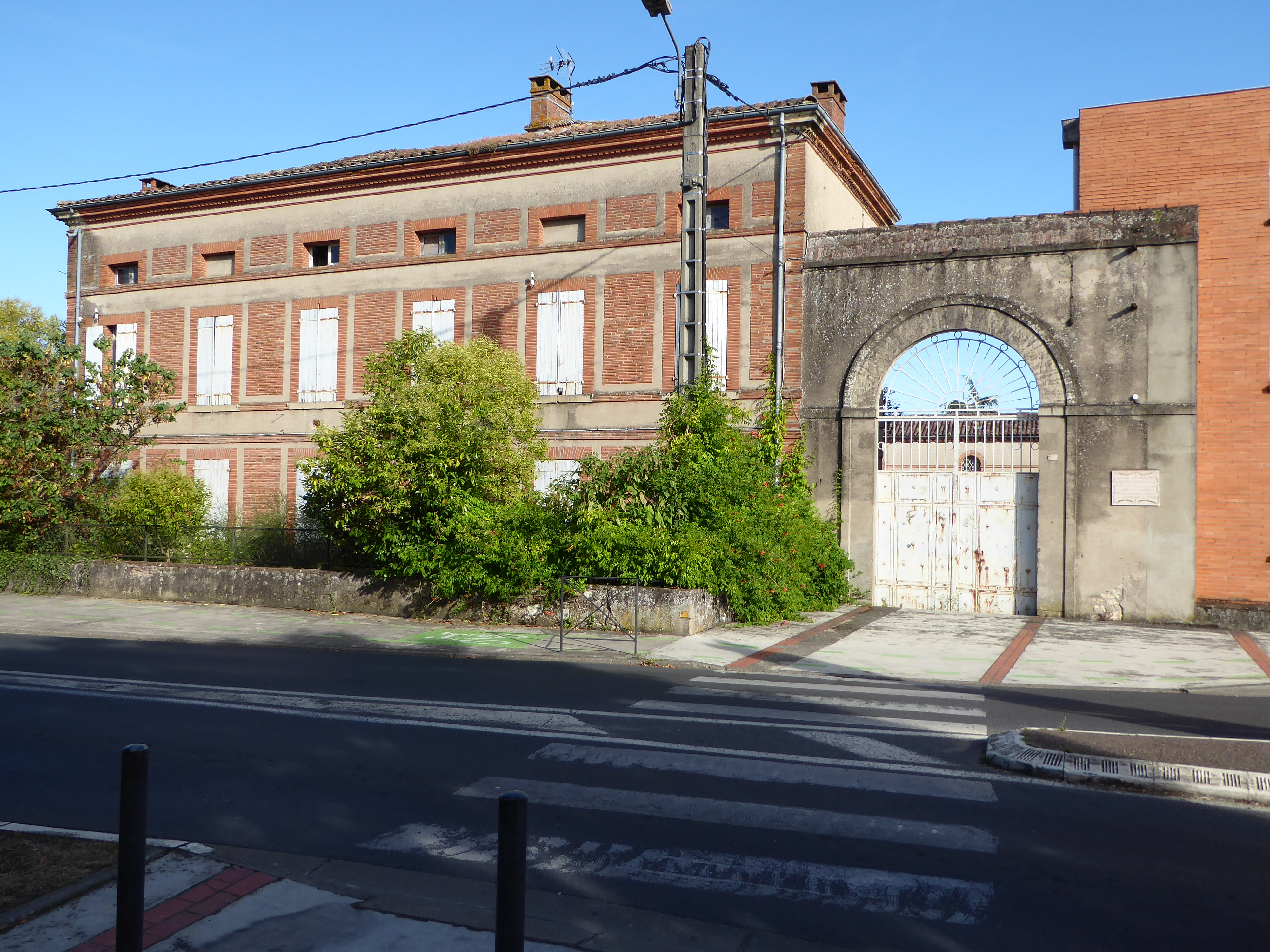
Le portail de la prison
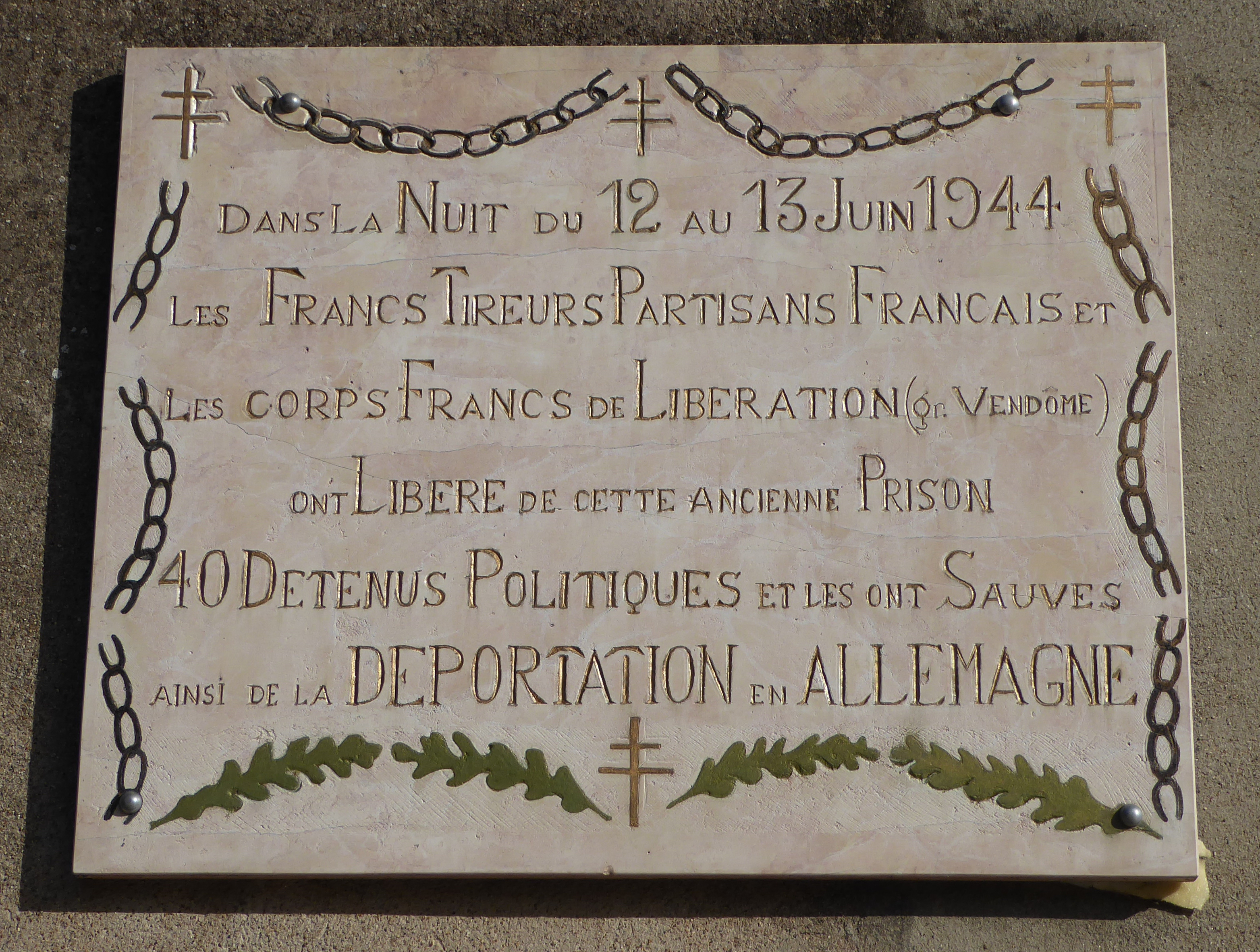
Plaque commémorative de l'attaque de la prison